# 100 (сингл The Game)
«100» — сингл американського репера The Game з його сьомого студійного альбому The Documentary 2, виданий 26 червня 2015 р. Прем'єра пісні відбулась у шоу DJ Envy на радіостанції Power 105.1 25 червня. Назва позначає вислів «keeping it 100» (укр. казати правду). Основна тема треку: як слава може зруйнувати довіру між друзями.

## Відеокліп
Ґейм і Дрейк знімали кліп у Комптоні задовго до виходу синглу. 30 липня на Vevo відбулась прем'єра відео.

## Список пісень
Цифрове завантаження
1. «100» (Explicit) (з участю Drake) — 5:43
2. «100» (Clean) (з участю Drake) — 5:43

## Чартові позиції
Після радіо-релізу «100» стала найдодаванішою піснею тижня на радіостанціях форматів сучасний урбан та сучасний ритмічний.
| Чарт (2015)                               | Найвища позиція |
| ----------------------------------------- | --------------- |
| Велика Британія (Official Charts Company) | 65              |
| Велика Британія (UK R&B Chart)            | 38              |
| Канада (Canadian Hot 100)                 | 63              |
| Німеччина (Deutsche Black Charts)         | 4               |
| США (Billboard Hot 100)                   | 82              |
| США (Hot R&B/Hip-Hop Songs) (Billboard)   | 25              |
| США (Rap Songs) (Billboard)               | 22              |

## Історія виходу
| Країна | Дата           | Формат                 | Лейбл                          |
| ------ | -------------- | ---------------------- | ------------------------------ |
| США    | 23 червня 2015 | Цифрове завантаження   | Blood Money Entertainment eOne |
| США    | 14 липня 2015  | Сучасне ритмічне радіо | Blood Money Entertainment eOne |